# Xã Union, Quận Luzerne, Pennsylvania
Xã Union (tiếng Anh: Union Township) là một xã thuộc quận Luzerne, tiểu bang Pennsylvania, Hoa Kỳ. Năm 2010, dân số của xã này là 2.042 người.